# Brasserie Palm
Pour les articles homonymes, voir Palm.
Vous pouvez aider à l'améliorer ou bien discuter des problèmes sur sa page de discussion.
- Il ne cite pas suffisamment ses sources. Vous pouvez indiquer les passages à sourcer avec {{référence nécessaire}} ou {{Référence souhaitée}}, et inclure les références utiles en les liant aux notes de bas de page. (Marqué depuis avril 2021)
- Il contient une ou plusieurs listes. Le texte gagnerait à être rédigé sous la forme d’un ou plusieurs paragraphes synthétiques, afin d’être plus agréable à lire. (Marqué depuis avril 2021)

- Archive Wikiwix
- Bing
- Cairn
- DuckDuckGo
- E. Universalis
- Gallica
- Google
- G. Books
- G. News
- G. Scholar
- Persée
- Qwant
- (zh) Baidu
- (ru) Yandex
- (wd) trouver des œuvres sur Wikidata

La brasserie Palm (en néerlandais : Brouwerij Palm) est une brasserie située  à Steenhuffel (commune de Londerzeel) dans la province du Brabant flamand en Belgique. Elle fait partie du groupe brassicole Palm Belgian Craft Brewers. La brasserie est connue principalement pour la production de la Palm, bière la plus vendue en Belgique et aux Pays-Bas en 2017.

## Histoire

### Origine
L'histoire de Palm commence en 1597 par la signature d'un acte de vente d'une ferme. Les archives de la commune de Steenhuffel mentionnent l'acte de vente d'une ferme nommée Den Hoorn située en face de l'église, le long de la route menant d'Alost à Malines. En 1686, Theodoor Cornet tient une auberge où il brasse régulièrement comme le font de nombreux habitants à cette époque.
Il faut cependant attendre 1747 pour trouver des traces officielles d'une activité brassicole à Steenhuffel. Cette année voit la transformation de l'auberge en une brasserie par Anne Cornet. Un recensement de la population sous l'Ancien Régime donne le comptage du nombre de commerçants parmi lesquels figurent deux brasseries De Hoorn et De Valck. La brasserie De Hoorn, propriété de Jean-Baptiste De Mesmaecker, se développe et devient la brasserie de bières spéciales Palm.
En 1908 Henriette De Mesmaecker, petite-fille de Jean-Baptiste De Mesmaecker se marie avec Arthur Van Roy. Ce dernier donne une nouvelle impulsion à la production de la bière. Malgré l'arrivée du succès des bières pils il s'accroche à la fabrication de sa bière traditionnelle à fermentation haute et donne ainsi une priorité à la continuité et à la spécificité de sa bière régionale.
La brasserie est complètement détruite au cours de la Première Guerre mondiale. Arthur Van Roy la reconstruit et l'agrandit immédiatement. Il croit au succès de sa bière traditionnelle à fermentation haute, même au-delà des frontières villageoises. En 1929 sa bière de Steenhuffel est renommée Speciale Palm. Spéciale en raison de Spéciale Belge et Palm en raison de la victoire de la bière à fermentation haute sur la toujours plus populaire pils. Après la Seconde Guerre mondiale, Alfred Van Roy, le fils d'Arthur prend les commandes de l'entreprise en la développant.
En 1974, brasserie De Hoorn prend le nom de sa bière vedette et devient la brasserie Palm. Quelques années plus tard, Jan Toye, un neveu d'Alfred Van Roy poursuit l'expansion de l'entreprise. En outre, il s'associe avec la brasserie Boon en 1989.
Une bière est lancée à l'occasion du 90e anniversaire d'Alfred Van Roy, la Palm Royal. Il décède en 2009, cinq ans plus tard.
La brasserie fait partie de l'association brassicole Belgian Family Brewers.

### Rachat par Bavaria
En 2016, le brasseur néerlandais Bavaria rachète les bières Palm.
En 2017, la maison mère de Palm annonce qu'elle va investir 20 millions d'euros sur le site de Steenhuffel.

## Bières

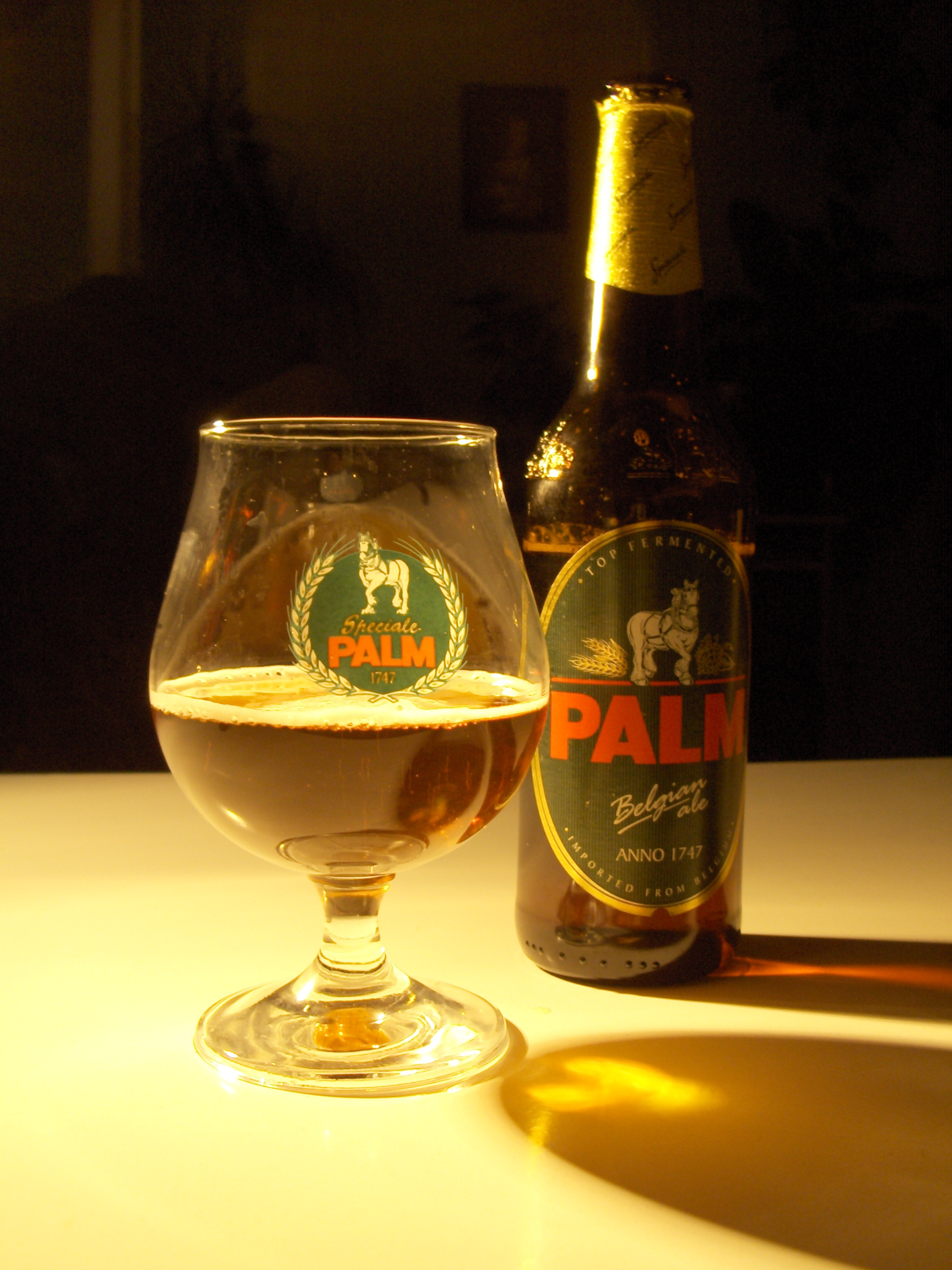
Bière Palm

- Palm, une bière spéciale se déclinant en cinq variétés :
  - Palm, une bière ambrée titrant 5,2 % d'alcool
  - Dobbel Palm, une bière spéciale ambrée cuivrée titrant 5,7 % d'alcool. Chaque année durant les mois de novembre et décembre la brasserie produit la Dobbel Palm. La première apparition de cette bière remonte à 1947 à l'occasion du 200e anniversaire de la brasserie. La Dobbel Palm se distingue de la Speciale Palm par un ajout de malt ambré pendant la production. Cet ajout entraîne une légère hausse du pourcentage d'alcool.
  - Palm N.A, une bière sans alcool
  - Palm Royale, une bière blonde de haute fermentation titrant 7,5 % d'alcool
  - Palm Hop Select, une bière blonde de haute fermentation titrant 6 % d'alcool
- Estaminet Premium Pils, une bière blonde de type pils titrant 5,2 % d'alcool
- Steenbrugge, une bière belge d'Abbaye reconnue de fermentation haute. Elle était produite jusqu'en 2004 par la brasserie De Gouden Boom à Bruges et se réfère à l'abbaye Saint-Pierre de Bruges. Elle se décline en cinq variétés :
  - Steenbrugge Blond, une bière blonde titrant 6,5 % en volume d'alcool
  - Steenbrugge Dubbel Bruin, une bière brune titrant 6,5 % en volume d'alcool
  - Steenbrugge Tripel, une bière blonde titrant 8,7 % en volume d'alcool
  - Steenbrugge Wit-Blanche, une bière blanche titrant 5 % en volume d'alcool
  - Steenbrugge Abdij Bok, une bière blonde cuivrée titrant 6,5 % en volume d'alcool
- Brugge Tripel, une bière blonde titrant 8,7 % en volume d'alcool avec une composition particulière de gruut, un mélange d’épices qui enrichit son arôme et sa saveur

## Autre brasserie du groupe
Palm Belgian Craft Brewers, faisant partie du groupe Bavaria, contrôle aussi la Brasserie Rodenbach.

## Château de Diepensteyn et son haras
Le symbole de la brasserie Palm est le cheval de trait belge. La brasserie a contribué à la protection de la race en élevant plusieurs spécimens dans le haras du château Diepensteyn.